# Carrick (achternaam)
Carrick is een Ierse achternaam die voornamelijk in de Angelsaksische wereld voorkomt. Het is een verengelste vorm van het Goidelische woord creag of carraig, dat "steen" betekent. 
De term als achternaam kan verwijzen naar:
- Alexander Carrick (1882–1966), Schots beeldhouwer
- Michael Carrick (1981), Engels voetballer
- Phil Carrick (1952–2000), Engels cricketspeler
- Thomas Heathfield Carrick (1802–1874), Engels schilder

- John Carrick (doorverwijspagina)